# Tajlandia na Letnich Igrzyskach Olimpijskich 1996
Tajlandię na Letnich Igrzyskach Olimpijskich 1996 reprezentowało 37 zawodników (25 mężczyzn, 12 kobiet). Był to 11 występ reprezentacji Tajlandii na letnich igrzyskach olimpijskich.

## Zdobyte medale
| Medal | Zawodnik        | Dyscyplina | Konkurencja             | Rezultat                                      |
| ----- | --------------- | ---------- | ----------------------- | --------------------------------------------- |
| Złoto | Somluck Kamsing | Boks       | waga piórkowa mężczyźni | w finale pokonał Bułgara Serafima Todorowa    |
| Brąz  | Khadpo Vichai   | Boks       | waga kogucia mężczyźni  | w półfinale uległ Węgrowi Istvánowi Kovácsowi |

## Skład kadry

### Badminton
Kobiety
- Pornsawan Plungwech - gra pojedyncza - 9. miejsce,
- Jaroensiri Somhasurthai - gra pojedyncza - 17. miejsce,

Mężczyźni
- Kitipon Kitikul - gra pojedyncza - 17. miejsce,
- Pramote Teerawiwatana, Sakrapee Thongsari - gra podwójna - 9. miejsce,
- Khunakorn Sudhisodhi, Siripong Siripool - gra podwójna - 17. miejsce,

### Boks
Mężczyźni
- Somrot Kamsing - waga papierowa do 48 kg - 5. miejsce,
- Phamuansak Phasuwan - waga musza do 52 kg - 17. miejsce,
- Khadpo Vichai - waga kogucia do 54 kg - 3. miejsce,
- Somluck Kamsing - waga piórkowa do 57 kg - 1. miejsce,
- Phongsit Veangviact - waga lekka do 60 kg - 6. miejsce,
- Parkpoom Jangphonak - waga lekkopółśrednia do 63,5 kg - 17. miejsce,

### Judo
Mężczyźni
- Pitak Kampita - waga powyżej 100 kg - 21. miejsce,

### Lekkoatletyka
Kobiety
- Sunisa Kawrungruang, Kwuanfah Inchareon, Savitree Srichure, Supaporn Hubson - sztafeta 4 x 100 m - odpadły w eliminacjach,

Mężczyźni
- Sayan Namwong, Worasit Vechaphut, Kongdech Natenee, Ekkachai Janthana - sztafeta 4 x 100 m - odpadli w eliminacjach

### Pływanie
Kobiety
- Ravee Intporn-Udom
  - 200 m stylem dowolnym - 31. miejsce,
  - 400 m stylem dowolnym - 26. miejsce,
  - 800 m stylem dowolnym - 23. miejsce,
- Praphalsai Minpraphal
  - 100 m stylem grzbietowym - 21. miejsce,
  - 200 m stylem grzbietowym - 30. miejsce,
  - 100 m stylem motylkowym - 28. miejsce,
  - 200 m stylem motylkowym - 25. miejsce,
  - 200 m stylem zmiennym - 34. miejsce,
  - 400 m stylem zmiennym - 27. miejsce,

Mężczyźni
- Torlarp Sethsothorn
  - 200 m stylem dowolnym - 33. miejsce,
  - 400 m stylem dowolnym - 19. miejsce,
  - 1500 m stylem dowolnym - 16. miejsce,
- Dulyarit Phuangthong
  - 100 m stylem grzbietowym - 38. miejsce,
  - 200 m stylem grzbietowym - 26. miejsce,
- Ratapong Sirasanont
  - 100 m stylem klasycznym - 26. miejsce,
  - 200 m stylem klasycznym - 20. miejsce,
  - 200 m stylem zmiennym - 15. miejsce,
  - 400 m stylem zmiennym - 12. miejsce,
- Niti Intharapichai - 200 m stylem motylkowym - 33. miejsce,
- Niti Intharapichai, Dulyarit Phuangthong, Torlarp Sethsothorn, Ratapong Sirasanont - sztafeta 4 x 100 m stylem zmiennym - 22. miejsce,

### Podnoszenie ciężarów
Mężczyźni
- Nopadol Wanwang - waga do 108 kg - 17. miejsce,

### Skoki do wody
Kobiety
- Sukrutai Tommaoros - wieża 10 m - 33. miejsce,

Mężczyźni
- Suchat Pichi
  - trampolina 3 m - 34. miejsce,
  - wieża 10 m - 29. miejsce,

### Strzelectwo
Kobiety
- Jarintorn Dangpiam
  - karabin pneumatyczny 10 m - 29. miejsce,
  - karabin małokalibrowy trzy pozycje 50 m - 30. miejsce,

Mężczyźni
- Jakkrit Panichpatikum
  - pistolet pneumatyczny 10 m - 29. miejsce,
  - pistolet dowolny 50 m  - 43. miejsce,
- Surin Klomjai
  - pistolet pneumatyczny 10 m - 50. miejsce,
  - pistolet dowolny 50 m  - 40. miejsce,

### Tenis ziemny
Kobiety
- Benjamas Sangaram, Tamarine Tanasugarn - gra podwójna - 5. miejsce,

### Żeglarstwo
Mężczyźni
- Arun Homraruen - windsurfing - 21. miejsce